# Riley Reid

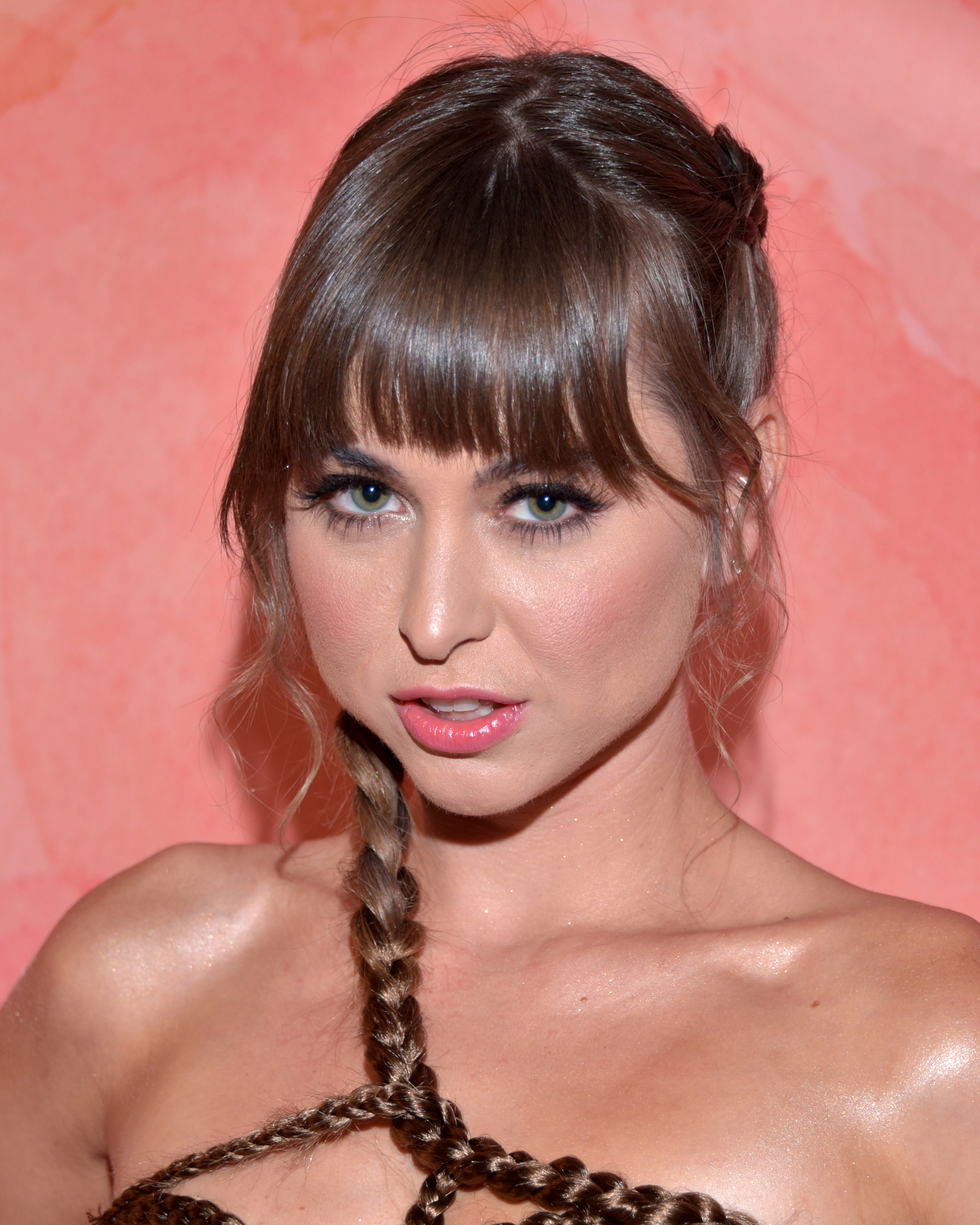
Riley Reid bei den PornHub Awards 2019

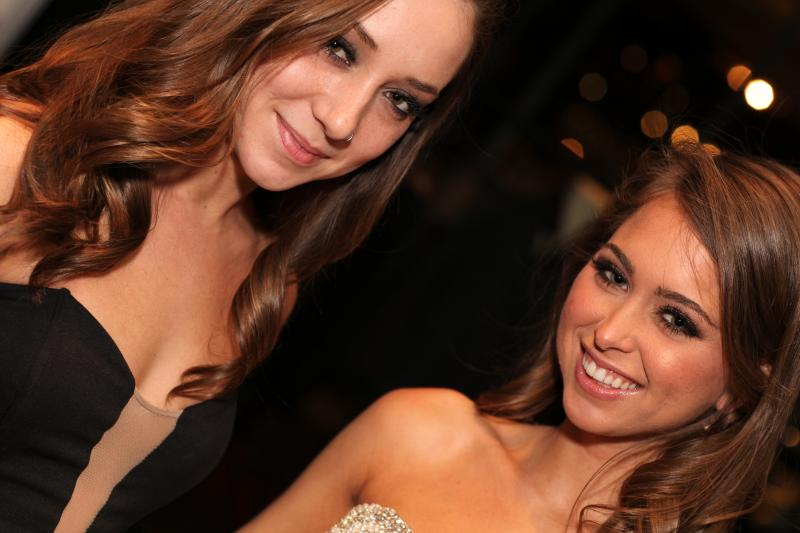
Riley Reid (r.) mit Remy LaCroix bei den AVN Awards 2013

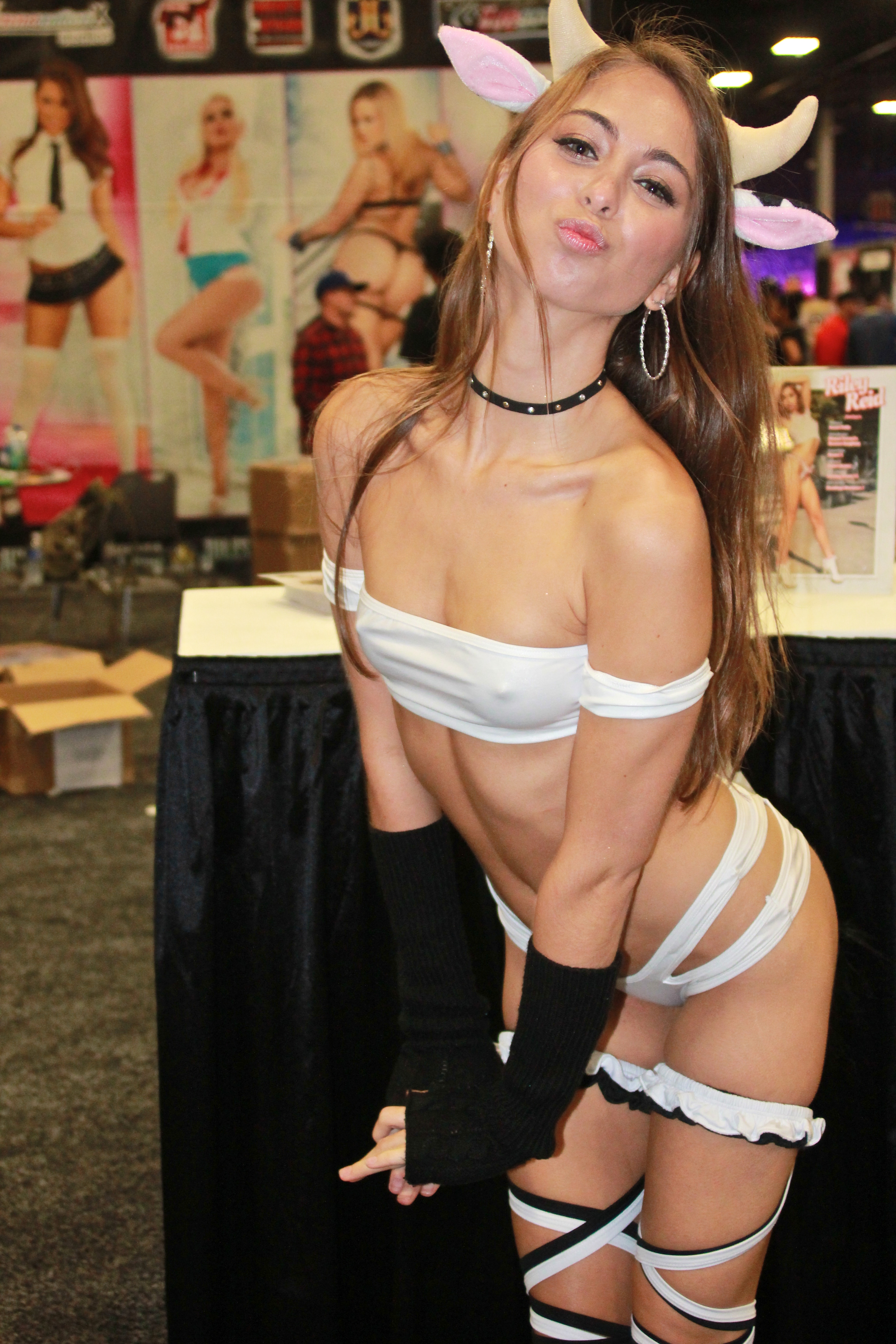
Riley Reid bei der Exxxotica NJ 2013

Riley Reid (* 9. Juli 1991 in Miami Beach, Florida; bürgerlich Ashley Mathews) ist eine US-amerikanische Pornodarstellerin.

## Leben
Reid begann ihre Karriere im Jahr 2011 im Alter von 19 Jahren und nutzte zunächst den Künstlernamen Paige Riley. Ihre erste Szene drehte sie für den Film Brand New Faces 36 für die Vivid Entertainment Group. Später folgten u. a. Produktionen für Studios wie Evil Angel, Jules Jordan Video, Digital Playground und Greywood Entertainment sowie die Website kink.com. Sie wird durch die Agentur von Mark Spiegler vertreten.
Reid gewann 2013 bei den XBIZ Awards in der Kategorie Best New Starlet und 2014 in der Kategorie Female Performer of the Year. Sie ist damit die erste Darstellerin, die beide Preise gewinnen konnte. Sie gewann alle XBIZ Awards, für die sie im Jahr 2014 nominiert war.
2013 wurde sie von LA Weekly auf Platz 8 der Liste 10 Porn Stars Who Could Be the Next Jenna Jameson gesetzt. Sie wird 2014 zudem auf der Liste The Dirty Dozen: Porn’s Most Popular Stars von CNBC geführt. 2013 spielte sie in der Porno-Parodie Grease XXX – A Parody die weibliche Hauptrolle.
Bislang trat Reid in über 1.500 Filmen auf. Sie ist verheiratet und Mutter eines Kindes.

## Auszeichnungen
- 2012: NightMoves Award – Best New Starlet (Editor’s Choice)
- 2013: Sex Award – Porn’s Perfect Girl/Girl Screen Couple (zusammen mit Remy LaCroix)
- 2013: XBIZ Award – Best New Starlet
- 2014: AVN Award – Best Boy/Girl Sex Scene (zusammen mit Mandingo), in Mandingo Massacre 6[5]
- 2014: AVN Award – Best Girl/Girl Sex Scene (zusammen mit Remy LaCroix)
- 2014: AVN Award – Best Three-Way Sex Scene – Girl/Girl/Boy (zusammen mit Remy LaCroix & Manuel Ferrara)
- 2014: XBIZ Award – Female Performer of the Year
- 2014: XBIZ Award – Best Actress – Parody Release
- 2014: XBIZ Award – Best Supporting Actress
- 2016: AVN Award – Female Performer of the Year[6]
- 2016: AVN Award – Fan Award: Favorite Female Performer[6]
- 2016: AVN Award – Fan Award: Social Media Star[6]
- 2016: AVN Award – Best Girl/Girl Sex Scene, (in Being Riley)[6]
- 2016: AVN Award – Best Anal Sex Scene, (in Being Riley)
- 2016: AVN Award – Best Double Penetration Sex Scene, (in Being Riley)
- 2016: XBIZ Award – Best Supporting Actress, (in „The Submission of Emma Marx 2: Boundaries“)
- 2016: XBIZ Award – Best Scene – Couples-Themed Release, (in My Sinful Life)
- 2017: AVN Award – Fan Award – Favorite Female Performer[7]
- 2020: AVN Award – Best All-Girl Group Scene (I Am Riley mit Angela White und Katrina Jade)[8]
- 2020: PornHub Award – Most Popular Female Performer by Women[9]
- 2021: XRCO Award – Hall of Fame[10]
- 2022: PornHub Awards – Most Popular Female Performer[11]
- 2025: Aufnahme in die AVN Hall of Fame[12]

## Filmografie (Auswahl)
- 2011: Ultimate Fuck Toy: Riley Reid
- 2012: Bedhead and Morning Sex
- 2012: Cuties 3
- 2012: Young & Glamorous 3
- 2012: Slutty and Sluttier 18
- 2012–2013: Mandingo Massacre 6, 7
- 2012: Spandex Loads 3
- 2012: Slut Puppies 6
- 2012: Moms Bang Teens 2
- 2013: The Seduction Of Riley Reid
- 2013: Feeding Frenzy 11
- 2013: Meow! 3
- 2013–2015: Women Seeking Women 98, 123
- 2013: Lollipop
- 2013: Nylons 12
- 2013–2014: Oil Overload 10, 11
- 2013: Grease XXX – A Parody
- 2013: The Submission of Emma Marx
- 2014: Yoga For Lovers
- 2014: Squirt for Me 1
- 2014: Super Cute 1
- 2014: Big Mouthfuls 25
- 2014: Teens Like It Big 17
- 2015–2019: Tonight’s Girlfriend 28, 40, 80
- 2015: Night At The Erotic Museum
- 2015: Diary of a Nanny 7
- 2015: Watching My Hotwife 2
- 2016: Mommy Takes A Squirt
- 2016: Beauty And The Beast XXX
- 2016: Young & Beautiful (Filmreihe) 1
- 2019–2020: Interracial Icon 10, 14
- 2019: Raw 37
- 2019: Lick Me Till I Cum
- 2019: I Am Riley
- 2019: Tushy Raw 1
- 2019: Come Closer
- 2019: Anal Craving Satisfaction
- 2019: GIRLFUCK 3
- 2019: Blacked Raw 23
- 2019: Threesome Fantasies 6
- 2020: Barely Out Of School 3
- 2020: Fashionistas Lost
- 2020: Anal Savages 5
- 2020: Mistress Maitland
- 2020: Paranormal
- 2020: Overnight Foreplay
- 2020: Monsters Of Cock 77
- 2020: Wet Hot Summer 6
- 2020: Brazzibots: Uprising
- 2020: My Step-Daughter's Secret Diary
- 2020: It's A Group Thing